# Закум
Закум — супергигантское нефтяное месторождение ОАЭ, находящееся в Персидском заливе. В 1965 году был открыт Нижний Закум, а 1967 году — Верхний Закум. Вместе Нижний и Верхний Закум входят в тройку крупнейших в мире после Аль-Гавара и Бургана.
Геологические запасы месторождения оцениваются в 9,2 млрд тонн нефти. Из них в Верхнем — 7 млрд тонн, в Нижнем — 2,2 млрд тонн.

## Участники разработки
Разработку ведет национальная компания Абу-Даби — Abu Dhabi National Oil Company (ADNOC) в лице дочерной нефтяной компании Zakum Development Co. (ZADCO). Верхний Закум разрабатывает Abu Dhabi National Oil Company (ADNOC) — 60 %; ExxonMobil — 28 %; Inpex — 12 %. Нижний Закум разрабатывает Abu Dhabi National Oil Company (ADNOC) — 100 %.
Добыча нефти за 2016 год составила 80 млн тонн.